# II. Lipót belga király
II. Lipót (franciául: Léopold Louis Philippe Marie Victor, hollandul: Leopold Lodewijk Filips Maria Victor) 1835. április 9. – 1909. december 17.) a belgák királya volt. I. Lipót belga király második fia, de bátyja halála után 1865-ben örökölte a trónt és 1909-ben bekövetkezett haláláig uralkodott. Testvére volt Sarolta mexikói császárné, illetve első unokatestvére volt Viktória brit királynő.
Belgiumon kívül II. Lipót elsősorban a Kongói Szabadállam néven ismertté vált afrikai gyarmat megszerzése és könyörtelen kizsákmányolása révén ismert. A gyarmat magában foglalta a modern Kongói Demokratikus Köztársaság teljes területét, több mint 2 millió km²-t. A gyarmat legfőbb termékeinek, a gumi és az elefántcsont kitermeléséhez kényszermunkát vettek igénybe, a helyiekre kényszerített kitermelési kvóták be nem tartása csonkításokhoz és gyilkosságokhoz vezetett. A szabadállam 1908-ban megszűnt, amikor a belga állam annektálta a területet, de becslések szerint addigra a gyarmat lakosságának 50%-át elvesztette, mintegy 15 millió ember halt meg Lipót politikájának következtében (a becslések alsó határa 3 millió, felső határa 30 millió áldozat).
A Kongói Szabadállam egy része szabadkereskedelmi terület volt, de mintegy ¾-e Lipót magántulajdona volt és saját üzleti vállalkozásaként üzemeltette. A híres felfedező, Henry Morton Stanley segített neki a terület felkutatásában és elfoglalásában, Lipót helyzetét az 1885-ös Berlini Konferencia erősítette meg. Lipót úgy tartotta, hogy jó üzleti érzékkel rendelkezik és egy alkalommal a spanyolországi Sevilla városában töltött egy hetet, ahol a Spanyol Királyság és a dél-amerikai gyarmatok közötti kereskedelmi kapcsolatok kutatásával foglalkozott.

## Élete

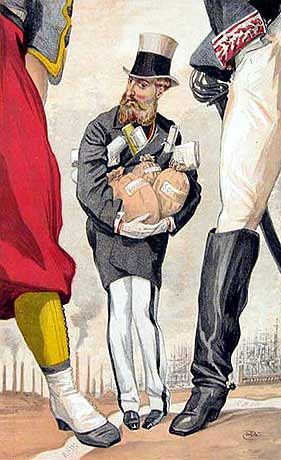
II. Lipót karikatúrája az amerikai Vanity Fair magazinban: Kongó kirablása a nagyhatalmak háta mögött

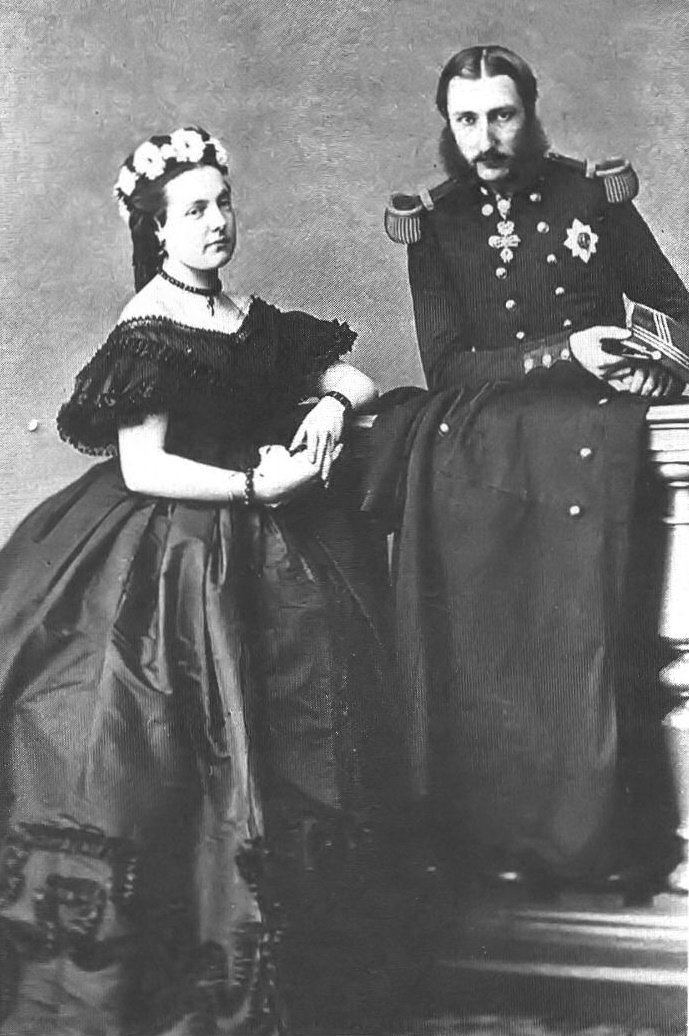
Lipót és felesége, Mária Henrietta.

Brüsszelben született 1835. április 9-én, apja I. Lipót belga király, anyja Lujza Mária francia királyi hercegnő, belga királyné. Fiatal korától kezdve katonai kiképzést kapott a belga hadseregben. 1853. augusztus 22-én Brüsszelben vette feleségül Habsburg–Toscanai Mária Henrietta főhercegnőt, József Antal osztrák főherceg, nádor lányát.
Bátyja halála után Lipót lett a trónörökös és apja halála után 1865-ben elfoglalta a trónt.
Az „építő király” („Roi bâtisseur” vagy „Koning-Bouwer”) néven ismerték, mert nagyszabású építkezéseivel nagymértékben hozzájárult a belga nagyvárosok, Brüsszel, Antwerpen és Oostende fejlődéséhez. Brüsszelben a királyi kastély üvegháza, az Arcades du Cinquantenaire diadalív, a Parc du Cinquantenaire-ben, a Tervurenben található Musée du Congo (ma Közép-Afrika Múzeum) és a laekeni királyi palota átépítése, Oostendében lóversenypálya, képtár és a Parc Marie-Henriette park, míg Antwerpenben a antwerpeni központi pályaudvar épületének felépítése fűződik nevéhez. Az Ardennekben található 6700 hektáros birtokán farmot, golfpályát, erdőket alakíttatott ki, valamint felépítette Ciergnon, Fenffe, Villers-sur-Lesse és Ferage kastélyokat.
Az építmények jelentős részét Lipót a kongói gyarmat bevételeiből építette. 1900-ban az általa alapított Királyi Alapítványon (hollandul: Koninklijke Schenking; franciául: Donation Royale) révén az épületeket és magánvagyona nagy részét a belga államra hagyta.
Mint azt Adam Hochschild megjegyezte könyvében (The Ghosts of King Leopold): „Az ajándékozás igazi célja az volt, hogy az épületek fenntartása a belga kormány költségvetését terhelje és hogy megakadályozza lányai öröklését”, akiket Lipót szinte nem is látott. Az adományok következtében Belgiumban szinte elfelejtették a Lipót által birtokolt kongói gyarmaton elkövetett kegyetlenségeket és gyilkosságokat: a tervureni Közép-Afrika Múzeumban szinte alig lehet erre vonatkozó utalást találni. A múzeum előterében álló szobrok illusztrálják, ahogyan a belga gyarmatosítók megszabadítják a helyi lakosságot a rabszolgakereskedőktől és elhozzák a „civilizációt”. A gyarmati közigazgatás kb. 8 millió áldozatát azonban nem említik.
1902. november 15-én az olasz anarchista Gennaro Rubino merényletet kísérelt meg Lipót ellen, amikor az nyitott kocsijában a nemrégiben elhunyt felesége temetési menetében haladt. Rubino három lövést adott le Lipótra, de a király sértetlenül megúszta a kísérletet és Rubinót azonnal letartóztatták.
Belpolitikájában Lipót a fegyveres erők szerepét szerette volna növelni, a belga semlegesség garanciájaként, de a parlament jórészt meghiúsította azt a szándékát, hogy az általános sorkötelezettséget bevezesse.
Mivel egyetlen fia 1869-ben tüdőgyulladásban meghalt, halála után unokaöccse, Albert lett a belga király.

## Személyes gyarmatbirodalma
Lipót abban hitt, hogy egy ország csak akkor lehet naggyá, ha tengerentúli gyarmatokkal rendelkezik, és mindent megtett annak érdekében, hogy Belgiumnak is gyarmatot szerezzen. A belga kormány és a belga nép azonban nem mutatott érdeklődést, és Lipót egy idő után már csak arra törekedett, hogy saját személyes befolyása alá vonjon egy területet. A belga kormány ebben támogatta, és pénzt is kölcsönzött neki.
Számos sikertelen afrikai és ázsiai próbálkozás után 1876-ban létrehozott egy társaságot, amely látszólag nemzetközi tudományos és emberbaráti tevékenységgel foglalkozott – ez volt a Nemzetközi Afrika-szövetség.

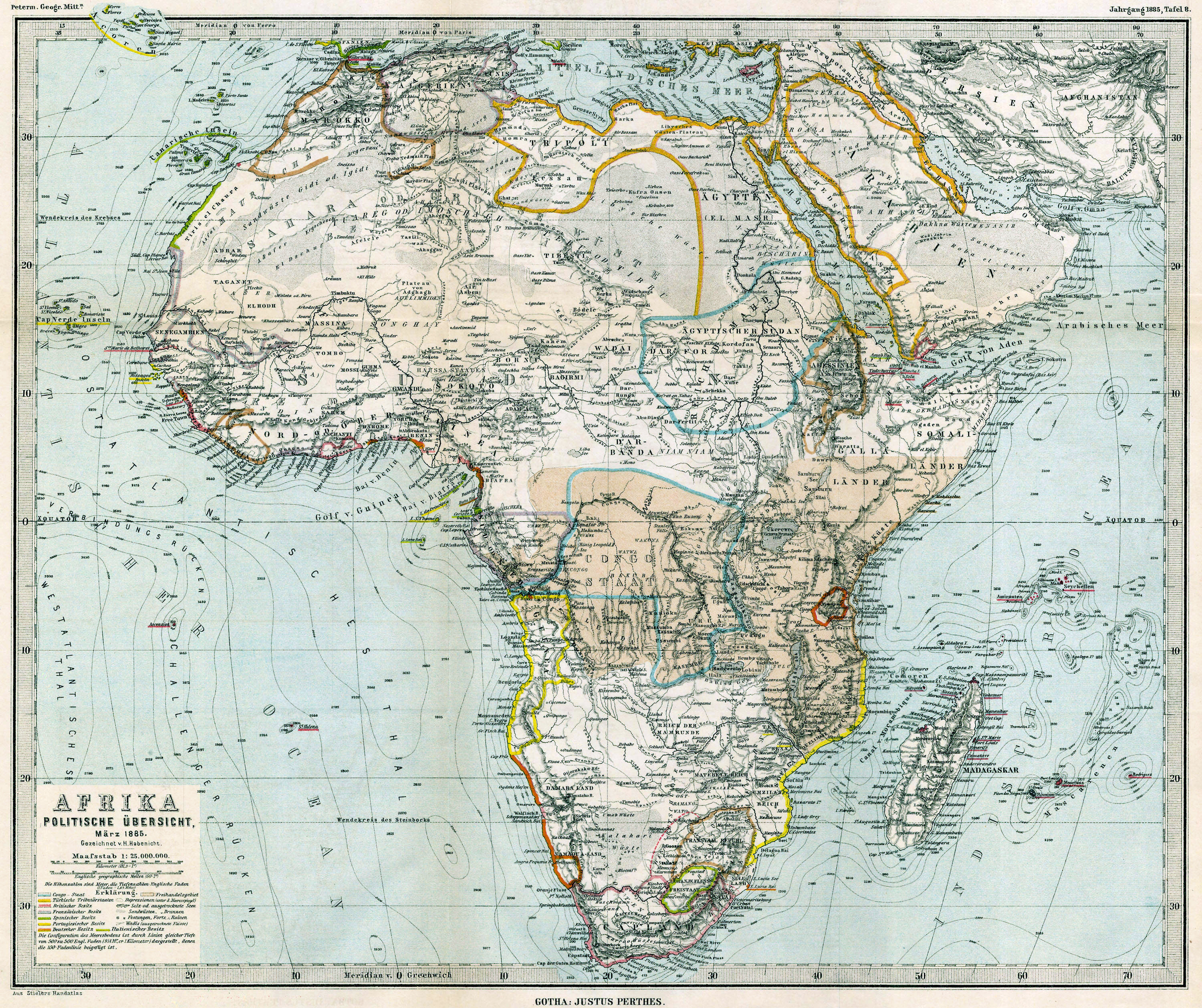
A Kongó-konferencia döntéseit tükröző Afrika-térkép 1885 márciusából. A Kongói Szabadállam határait kék vonal jelzi.

1876-ban a társaság álcája alatt felbérelte a híres felfedezőt, saját személyes barátját, Henry Morton Stanley-t, hogy térképezze fel a Kongó folyásvidékét. Stanley expedíciója során számos szerződést íratott alá a helyi törzsi vezetőkkel, amelyekben azok földjüket Lipótnak adományozták. Ezután széles körű nemzetközi diplomáciai manőverek következtek, ezek eredményeként az 1884-85-ös berlini Kongó-konferencia végén 14 európai nagyhatalom és az Amerikai Egyesült Államok elismerték Kongó önállóságát, a területet Lipót személyes felügyelete alá helyezték. 1885. február 5-én alakult meg a Kongói Szabadállam (később Belga Kongó, majd Kongói Demokratikus Köztársaság), amelynek területe 76-szor nagyobb, mint Belgium. Lipót a területet közvetlenül uralta, az általa kinevezett gyarmati tisztviselőkön és az általa felbérelt rendfenntartó erőn, a Force Publique-en keresztül.
A gyarmati közigazgatás költségeinek fedezésére és a király magánpénztárának gyarapítására hamarosan kényszermunkára kötelezték a helyieket, hogy gumit és elefántcsontot szolgáltassanak be a tisztviselőknek, a lakosságot kényszermunkában dolgoztatták az ültetvényeken, amelyeket nem ritkán a lerombolt és felégetett falvaik helyén létesítettek. Ha a bennszülöttek szembeszegültek a gyarmati tisztviselők utasításainak, megkínozták, megerőszakolták, megcsonkították vagy megölték őket.
A becslések szerint a kegyetlenségek és gyilkosságok, valamint az éhínség és a trópusi betegségek áldozatainak száma 2 és 15 millió közé tehető, bár a legtöbb forrás 8–10 millió közé teszi a halottak számát. A becslések szerint 1908-ra a gyarmat lakosságának fele elpusztult.
A bennszülöttek könyörtelen kizsákmányolása és az elkövetett kegyetlenségek hamarosan nyilvánosságra kerültek, de a nemzetközi közvélemény csak Roger Casement brit konzul 1905-ös jelentése után szánta el magát a cselekvésre, miután olyan hírességek is csatlakoztak a kampányhoz, mint Mark Twain.
A belga kormány a nemzetközi nyomás ellenére sem akart lépni, és csak 1908-ban annektálták a Kongói Szabadállamot, amelyet ezután Belga Kongó néven ismertek. A korabeli közvélemény a kínzások, csonkítások és gyilkosságok miatt teljes mértékben elítélte Lipótot, egy korabeli brit történész szerint „modern köntösbe bújt Attila, és a világ jobb hely lenne, ha meg sem született volna”. Ferenc József osztrák császár és magyar király pedig „velejéig rossz emberként” jellemezte. Mindezek ellenére a Lipót által bevezetett eszközöket Franciaország, a Német Birodalom és Portugália is igen hamar átvette az általuk uralt területek igazgatásában, ez hasonló katasztrofális következményekkel járt az ottani bennszülött lakosságra nézve.
A király nem bűnhődött tetteiért. 1908-ra a gumi kitermelésének jövedelmezősége lecsökkent a gyarmatosítás kezdetéhez képest, ezért Lipót különösebb ellenkezés nélkül mondott le magángyarmatáról. A kizsákmányolás két évtizede százmilliókat hozott neki, ebből gondtalanul élt és nagyon sokat költött fényűzésre. Saját szemével sohasem látta, amit emberei Kongóban a nevében elkövettek, és sosem tanúsított megbánást az országban történtek miatt.
A Kongói Demokratikus Köztársaságban Lipót megítélése igen negatív maradt, még halála után egy évszázaddal is. 2005-ben a kongói kulturális miniszter, Christoph Muzungu utasítást adott egy szobor felállítására, mivel szerinte az embereknek Lipót uralkodásának pozitív oldalát is látniuk kell. A 6 méter magas szobrot, amelyet Kinshasa központi vasútállomásának közelében, egy körforgalom közepén állítottak fel, néhány órával később a helyiek ledöntötték.

## Családja és leszármazottai
II. Lipót felesége Mária Henrietta osztrák főhercegnő (1836–1902) volt, József nádor és Mária Dorottya württembergi hercegnő leánya. A házasságból, amelyet 1853. augusztus 22-én kötöttek, négy gyermek született:
- Lujza Mária Amália, 1858. február 18-án született Brüsszelben és 1924. március 1-jén halt meg Wiesbadenban. Férje Ferdinánd Fülöp szász–coburg–gothai herceg.
- Léopold Ferdinand Elie Victor Albert Marie, Lipót legidősebb fia és örököse, Hainaut grófja, majd később Brabant hercege címet viselte. 1859. június 12-én született Laekenben és ugyanitt halt meg tüdőgyulladás következményeként 1869. január 22-én, miután beleesett a kastély udvarán lévő medencék egyikébe.
- Stéphanie Clotilde Louise Herminie Marie Charlotte, 1864. május 21-én született Brüsszelben és 1945. augusztus 23-án halt meg a pannonhalmi apátságban. Első férje Rudolf osztrák főherceg (1858–1889), második férje nagylónyai és vásárosnaményi Lónyay Elemér magyar gróf (1863–1946)
- Clémentine Albertine Marie Léopoldine, 1872. július 30-án született Brüsszelben és 1955. március 8-án halt meg Nizzában. Férje Napoléon Victor Jérôme Frédéric Bonaparte herceg (1862–1926), a Bonaparte család feje.

Házasságon kívüli kapcsolatából Lipótnak két további gyermeke született
- Lucien Philippe Marie Antoine (1906. február 9. – 1984)
- Philippe Henri Marie François (1907. október 16. – 1914. augusztus 21.)

A gyermekek anyja egy prostituált, Blanche Zélia Joséphine Delacroix (Bukarest, 1883. május 12. – Cambo-les-Bains, 1948. február 12.) volt, „művésznevén” Caroline Lacroix. A király és Caroline 1909. december 12-én, öt nappal a király halála előtt, összeházasodtak a laekeni királyi palota pálmaházában, de a szertartást a belga törvények nem ismerték el érvényesnek. A gyermekeket 1910-ben Caroline Lacroix második férje, Antoine Durrieux fogadta örökbe.